# 金鐘道政府合署

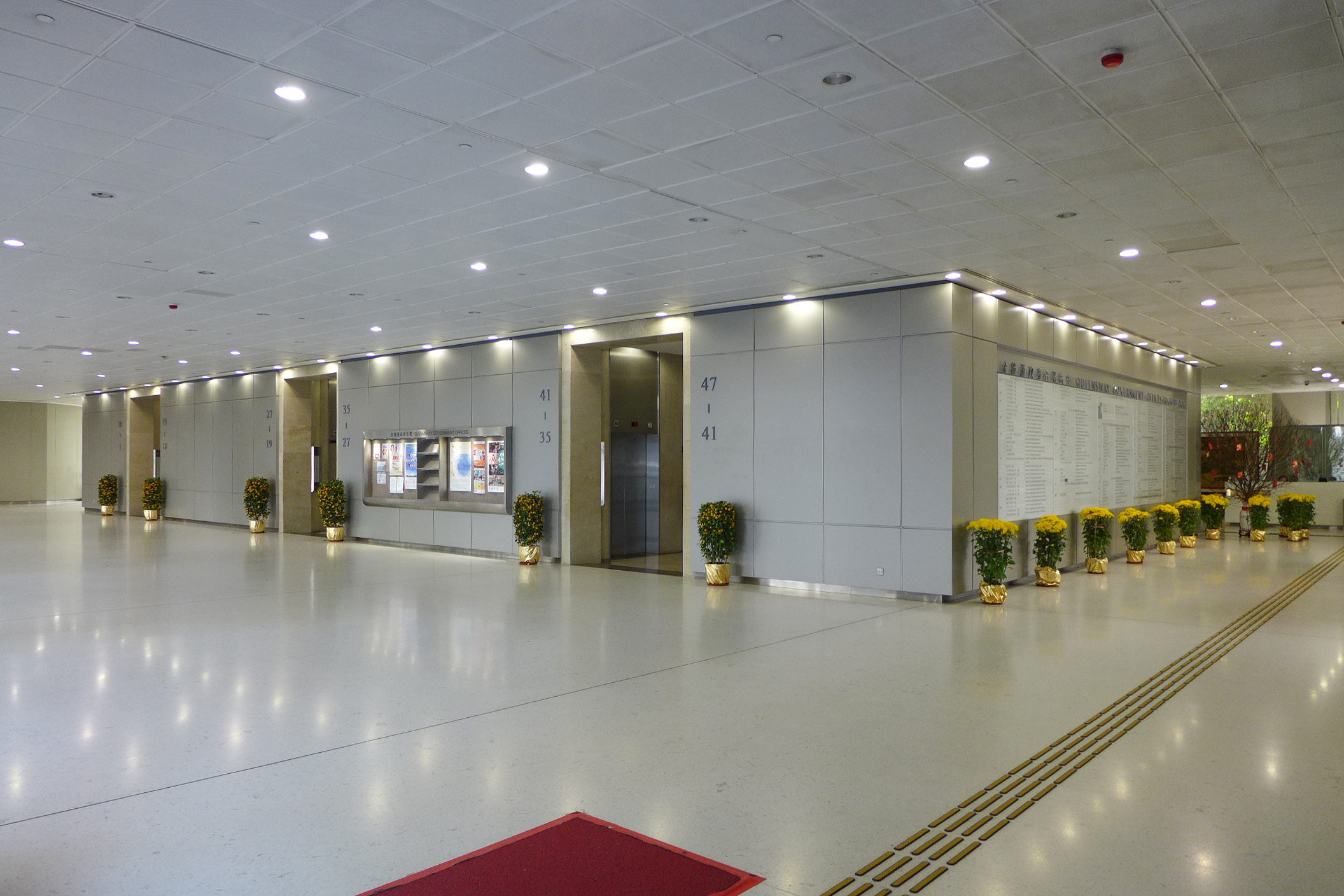
高座升降機大堂

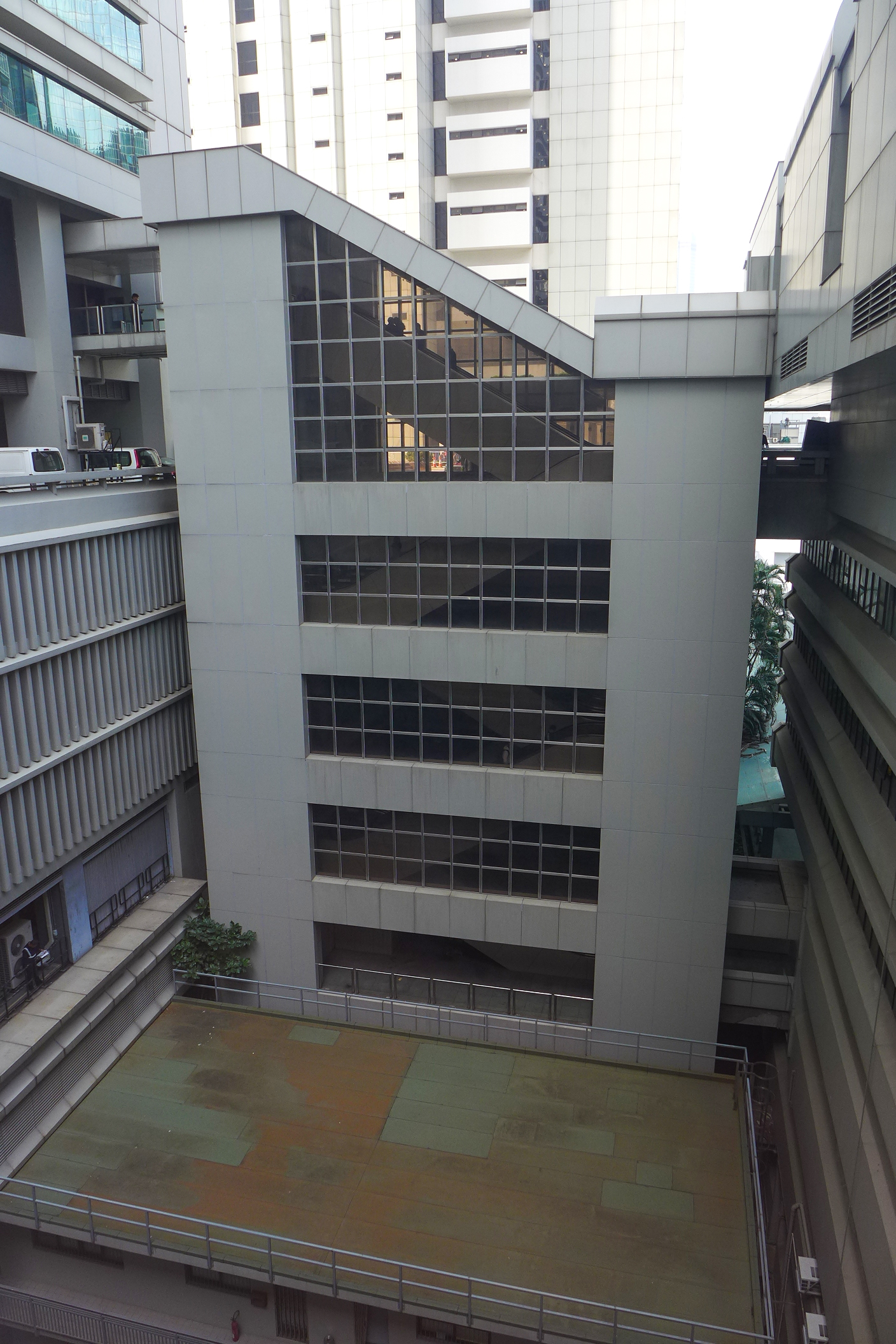
連接高座與低座的扶手電梯

金鐘道政府合署（英語：Queensway Government Offices，縮寫：QGO）是香港一座政府合署，位於香港香港島金鐘金鐘道66號，分為低座和高座，分別於1985年及1986年落成。高座樓高56層，為香港最高的政府合署大樓。

## 大樓資料
大樓樓高56層，內有多個政府部門及機構的辦事處，包括：
低座
- 香港賽馬會禁毒資訊天地（天台）
- 建築署（5樓）
- 衛生署 - 牙科診所（4樓）
- 司法機構（2樓、4樓）
- 入境事務處生死登記總處（3樓）
- 運輸署（閣樓）

高座
- 司法機構（1樓、3樓、4樓、8樓）
- 旅遊事務署（5樓）
- 財經事務及庫務局保險事務上訴審裁處、會計及財務匯報覆核審裁處（5樓）
- 審計署（6－7樓）
- 破產管理署（2樓、10－12樓）
- 勞工處金鐘就業中心（9樓）
- 法律援助署（9樓及24-27樓）
- 公司註冊處（12－15樓、17樓及29樓）
- 土地註冊處（17－19樓及28樓）
- 稅務上訴委員會書記辦事處（20樓2020室）
- 環境保護署、環境及生態局（21樓）
- 公務員事務局 - 法定語文事務部（22－23樓）
- 保安局轄下禁毒處、禁毒常務委員會（30樓）
- 建築署（31樓、33－41樓）
- 食物環境衞生署（42－45樓）
- 創新科技署（47樓）
- 香港電台新聞部、財經組、業務發展組（47樓）

合署毗鄰相若時期落成了高等法院大樓。
該大樓天台於2002年起，豎立了香港品牌的霓虹光管標誌，2022年6月更換為LED屏幕。
很多人及政府資料將本大廈誤稱為「金鐘政府合署」。

## 圖集

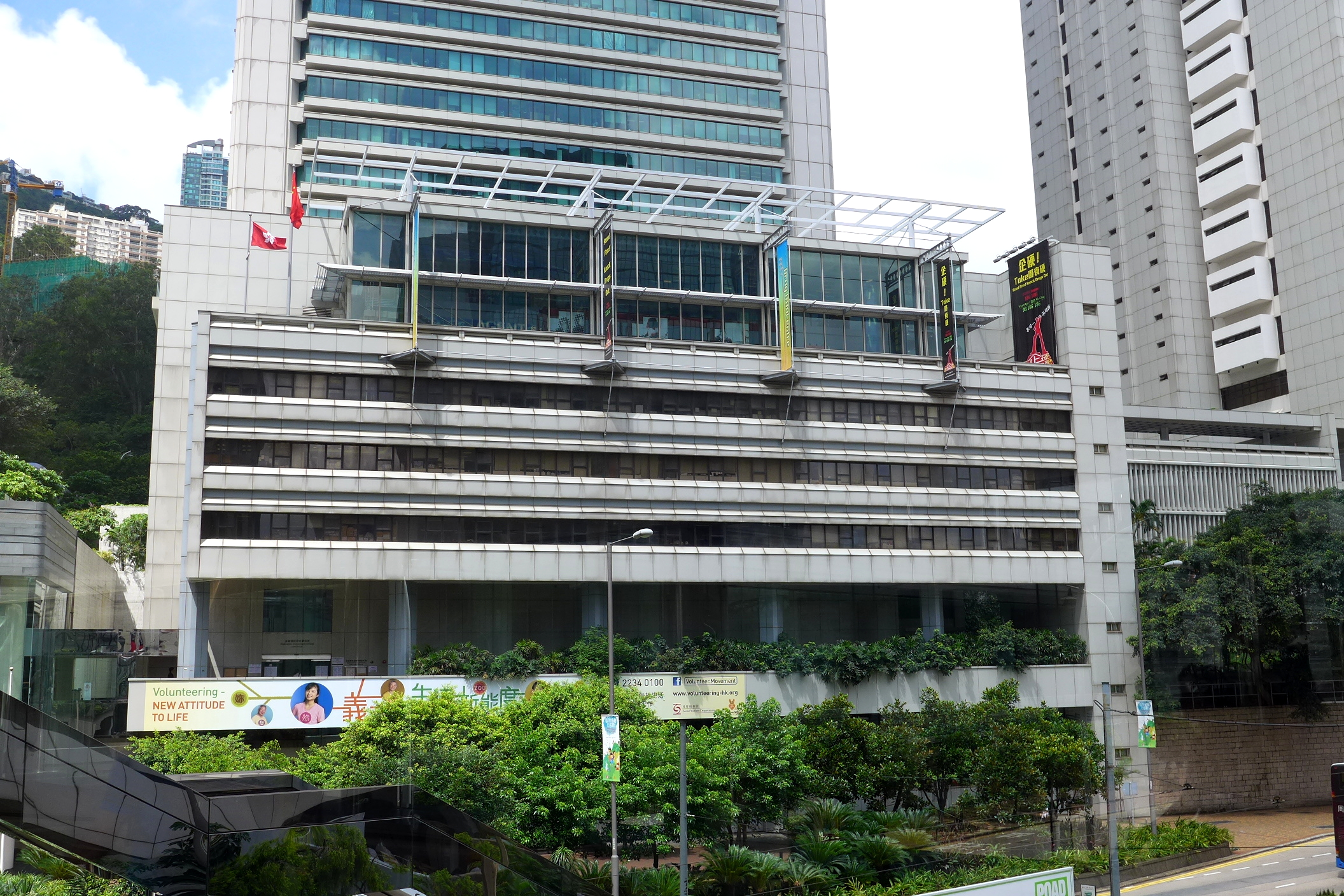
金鐘道政府合署低座
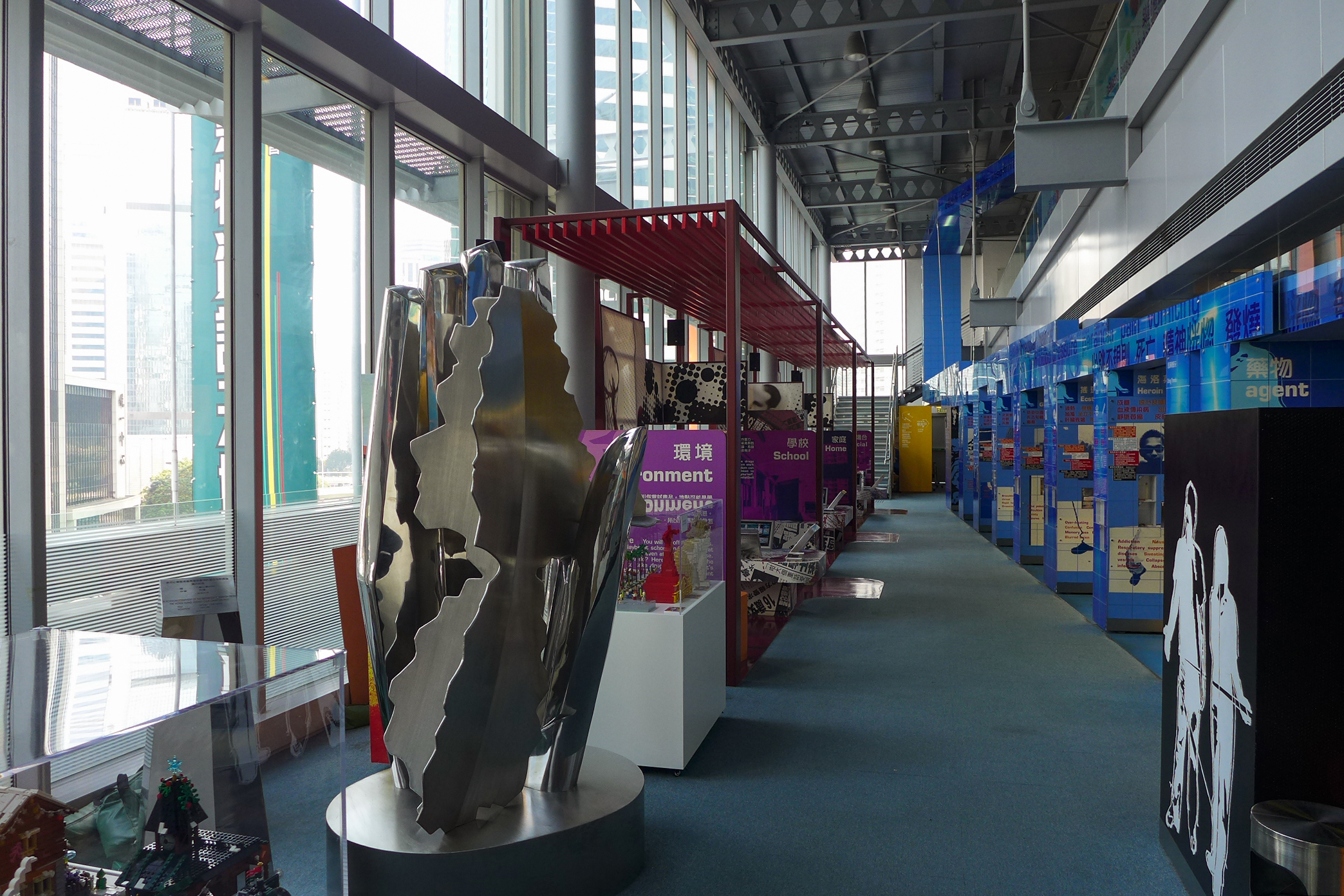
金鐘道政府合署內開設的香港賽馬會藥物資訊天地
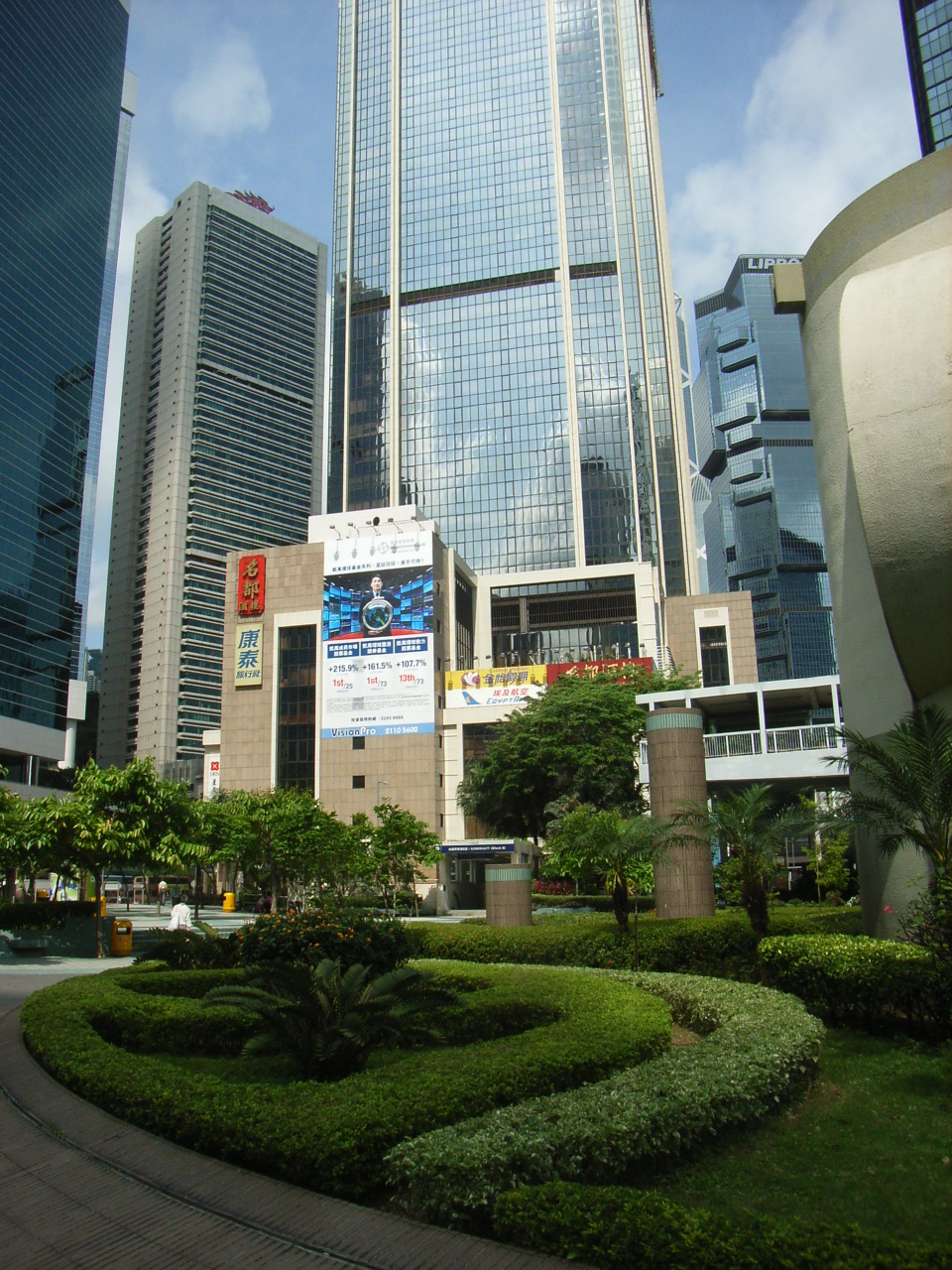
金鐘道政府合署（圖左建築）
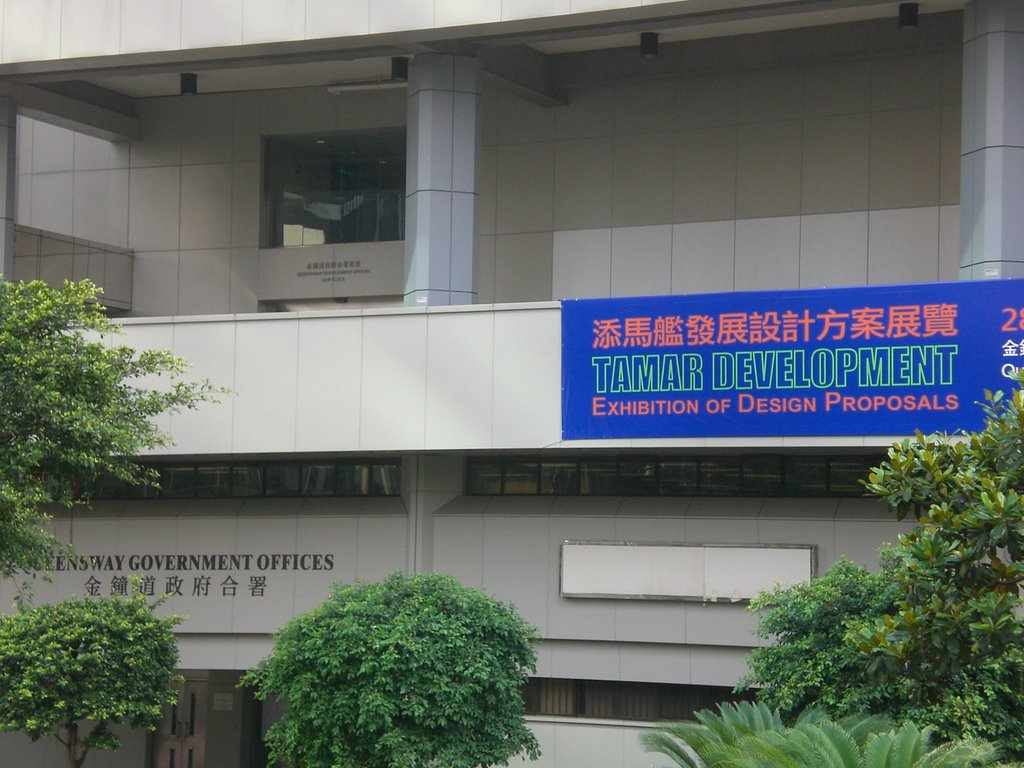
添馬艦發展工程的廣告宣傳 （2007年）

## 未來發展
2024年1月，終審法院首席法官張舉能及發展局表示，待有關政府部門遷移往北部都會區後，金鐘道政府合署現址將会重建為新高等法院綜合大樓，而高等法院現址會繼續保留，原址重建後，作為新高等法院綜合大樓的一部份。

## 外部連結
- 金鐘道政府合署 （页面存档备份，存于）
- （页面存档备份，存于）
- （页面存档备份，存于）